# Marina Vlady
Marina Vlady, pseudoniem van Catherine Marina de Poliakoff-Baïdaroff (Clichy, 10 mei 1938), is een Franse actrice, zangeres en schrijfster. 

## Leven en werk

### Afkomst en familie
Marina Vlady werd in Clichy geboren als de jongste dochter van Russische migranten. Haar vader was operazanger, haar moeder prima ballerina. Haar drie oudere zussen, Olga (1928-2009), Tania (1930-1980) en Militza (1932-1988), waren alle drie actrices en hadden als artiestennaam respectievelijk Olga Varen, Odile Versois en Hélène Vallier. 

### Film

#### Debuut
Terwijl ze nog leerling was aan de dansschool van de Opera debuteerde Vlady al op elfjarige leeftijd als het meisje met de veelzeggende naam 'Marie-Tempête' naast haar zussen Odile Versois en Olga Varen in het drama Orage d'été.

#### Drukke jaren vijftig

##### Italiaanse producties
Tijdens de periode 1952-1955 verscheen ze in een reeks Italiaanse veelal tweederangs films. Vermeldenswaardig waren enkel het oorlogsdrama Penne nere en de tragikomedie Giorni d'amore waarin ze twee keer een jeugdig koppel vormde met Marcello Mastroianni. Deze Italiaanse periode werd in 1954 onderbroken door Avant le déluge. In dit drama met als thema de angst voor een kernoorlog gaf regisseur André Cayatte, aangetrokken door haar Slavische schoonheid en charme, haar haar eerste belangrijke rol.

##### Ontmoeting met Robert Hossein
Tijdens de periode 1955-1960 verscheen Vlady in Franse films, dikwijls onder regie van Robert Hossein en/of naast hem. Ze ontmoette de elf jaar oudere Hossein in 1955, toen ze zeventien jaar oud was. Ze werd door hem gecast in vier drama's. In Hosseins debuut als cineast, het drama Les salauds vont en enfer (1955), belichaamde ze een duivels geraffineerd en geslepen meisje dat al haar charmes aanwendt om de ondergang van haar belagers te bewerkstelligen. Ze leverde nog een temperamentvolle vertolking af naast en onder regie van Robert Hossein als verleidster in het misdaaddrama Toi, le venin (1959). Daarin heeft ze samen met haar film- en echte zus (Odile Versois) een driehoeksverhouding met een man (Hossein).
Voorts speelde ze naast Hossein in vijf niet door hem geregisseerde films, onder meer in het drama Crime et châtiment, een drama losjes gebaseerd op de roman Misdaad en straf van Fjodor Dostojevski. Ze speelde er het jonge hoertje dat de berooide en gekwelde student Brunel (romannaam Raskolnikov, vertolkt door Hossein), ertoe aanzet de door hem uit superioriteitsgevoel begane moord op te biechten. In het aangrijpend oorlogsdrama La Sentence (1959) maakte ze, samen met Hossein, deel uit van een groepje verzetsstrijders die angstig wachten op hun terechtstelling door de Wehrmacht. 

#### Drukke jaren zestig
De jaren zestig waren bijna even vruchtbaar als het vorige decennium. Vlady leverde een aantal krachtige en temperamentvolle vrouwenportretten af zoals de titelrol van het succesrijk historisch drama La Princesse de Clèves (1961), de verfilming van de gelijknamige klassieke roman van Madame de La Fayette. Ze vertolkte er de jonge beeldschone, deugdzame maar gekwelde prinses wier echtelijke trouw op de proef wordt gesteld. Nog in 1961 speelde ze de titelrol van een Amsterdamse prostituee in het sociaal drama La ragazza in vetrina. In Christian-Jaque's Les Bonnes Causes (1963), een bescheidener succes en een van haar talrijke misdaaddrama's, vergiftigt ze doelbewust haar echtgenoot. In Una storia moderna: l'ape regina (1963), een vroege tragikomedie van Marco Ferreri, belichaamde Vlady een maagdelijke en katholieke vrouw die haar oudere echtgenoot algauw uitput door haar seksuele onverzadigbaarheid. In 1965 vroeg Orson Welles haar voor een van de vrouwelijke hoofdrollen in zijn op meerdere stukken van Shakespeare geënte tragikomedie Chimes at Midnight. Jean-Luc Godard castte haar in zijn tragikomische sociale studie Deux ou trois choses que je sais d'elle (1967) voor de hoofdrol van de jonge gehuwde moeder die zich af en toe prostitueert. In 1969 belichaamde Vlady in de tragikomische biopic Un amour de Tchekhov de zangeres en actrice Lidia Mizinova, de inspiratiebron en grote liefde van Anton Tsjechov.

#### Jaren zeventig en tachtig
Tijdens deze decennia was Vlady minder vaak op het grote scherm te zien. Ze speelde vermeldenswaardige rollen in  
het drama Sept morts sur ordonnance (1975), in Bertrand Taverniers tragikomisch historisch fresco Que la fête commence (1975) waarin ze als markiezin de minnares was van Filips van Orléans, de regent van Frankrijk (Philippe Noiret), in Twist again à Moscou (1986), een van de meer bescheiden successen van komediespecialist Jean-Marie Poiré, waarin ze de vrouw van een Moscovitische hoteldirecteur was. In Ettore Scola's ontroerende nostalgische tragikomedie Splendor (1989) verscheen ze ten slotte als bioscoopkassierster en ouvreuse, voor de derde keer naast Marcello Mastroianni, nu gecast als de bioscoopeigenaar.
Tijdens die jaren bleef Vlady de auteurscinema steunen. Deze voorliefde sproot voort uit haar politiek engagement dat ze vroeger ook al had geuit via films als Deux ou trois choses que je sais d'elle en Le Temps de vivre. 
Geëngageerde films uit die tijd waren onder meer het drama Ök ketten waarin Vlady de directrice van een vluchthuis voor vrouwen portretteerde en regisseur Márta Mészáros de solidariteit en vriendschap tussen vrouwen toonde. Ook de tragikomedies L'Œil du maître (1980), waar het thema van de persvrijheid wordt aangekaart, en Follow Me (1989), waarin ze een wijze en melancholische Russische hoerenmadam neerzette, gaven blijk van haar engagement, net zoals de tangomuziekfilm El exilio de Gardel: Tangos (1985) waarin ze een van de Franse vrienden was die een groep Argentijnse bannelingen, op de vlucht voor de Argentijnse militaire dictatuur, in Parijs helpen een 'tangedie' op poten te zetten.

#### Latere carrière
Vanaf de jaren negentig verscheen Vlady nog slechts sporadisch op het witte doek. Ze ging meer en meer tijd besteden aan het schrijven van haar boeken, aan de bühne en aan televisiewerk.
Haar laatste film dateert uit 2011: in het drama Quelques jours de répit nam ze de hoofdrol voor haar rekening van de oudere alleenstaande vrouw die zich ontfermt over twee homoseksuele Iraniërs die hun land zijn ontvlucht.

### Televisie
Pas vanaf de jaren tachtig begon Vlady af en toe te acteren op het kleine scherm. Ze was te zien in een paar films (geregisseerd door onder meer Jean-Claude Brialy, Michel Deville, Jacques Deray, Paolo en Vittorio Taviani, en Nadine Trintignant) en in een aantal series waarvan het succesrijke La Chambre des dames (1984), gebaseerd op de even succesrijke gelijknamige middeleeuwse kroniek uit 1979 van Jeanne Bourin, de belangrijkste was.

### Toneel
Door de jaren heen (1957-2014) verscheen Vlady in een tiental toneelstukken, onder meer in Drie Zusters en De kersentuin van Tsjechov.

### Privéleven
In 1955 trouwde Vlady op jonge leeftijd met acteur en regisseur Robert Hossein (1927-2020). Ze kregen twee zonen, Pierre en Igor. Het paar ging uiteen in 1959. 
Tussen 1963 en 1966 was Vlady getrouwd met de ondernemer, piloot en schrijver Jean-Claude Brouillet (1925-2016). Ze kregen een zoon, Vladimir.
In 1969 huwde Vlady, voor de derde keer, met de getormenteerde Russische dichter, zanger en acteur Vladimir Vysotski (1938-1980) met wie ze samenleefde, hoofdzakelijk in de Sovjet-Unie, tot aan zijn vroegtijdige dood in 1980.
Daarna leefde ze gedurende 23 jaar samen met de Franse kankerdeskundige Léon Schwartzenberg (1923-2003) tot aan zijn overlijden.

## Filmografie (selectie)
- 1949 - Orage d'été (Jean Gehret)
- 1949 - Dans la vie tout s'arrange (Marcel Cravenne)
- 1951 - Pardon My French (Bernard Vorhaus) (Engelse versie van Dans la vie tout s'arrange)
- 1952 - Penne nere (Oreste Biancoli)
- 1952 - La figlia del diavolo (Primo Zeglio)
- 1953 - Le Infedeli (Steno en Mario Monicelli)
- 1953 - L'età dell'amore (Lionello De Felice)
- 1953 - Canzoni, canzoni, canzoni (Domenico Paolella)
- 1954 - Avant le déluge (André Cayatte)
- 1954 - Sie (Rolf Thiele)
- 1954 - Giorni d'amore (Giuseppe De Santis en Leopoldo Savona)
- 1955 - Le avventure di Giacomo Casanova (Steno)
- 1955 - Le Crâneur (Dimitri Kirsanoff)
- 1955 - Sophie et le Crime (Pierre Gaspard-Huit)
- 1955 - Les salauds vont en enfer (Robert Hossein)
- 1956 - Sinfonia d'amore (Glauco Pellegrini)
- 1956 - La Sorcière (André Michel)
- 1956 - Pardonnez nos offenses (Robert Hossein)
- 1956 - Crime et châtiment (Georges Lampin)
- 1958 - Liberté surveillée (Henri Aisner)
- 1959 - Toi, le venin (Robert Hossein)
- 1959 - La Sentence (Jean Valère)
- 1959 - La Nuit des espions (Robert Hossein)
- 1960 - Les Canailles (Maurice Labro)
- 1961 - La Princesse de Clèves (Jean Delannoy)
- 1961 - La ragazza in vetrina (Luciano Emmer)
- 1962 - Adorable Menteuse (Michel Deville)
- 1962 - La Steppa (Alberto Lattuada)
- 1962 - Climats (Stellio Lorenzi)
- 1962 - Les 7 péchés capitaux (episode L'Orgueil van Roger Vadim)
- 1963 - Les Bonnes Causes (Christian-Jaque)
- 1963 - Le Meurtrier (Claude Autant-Lara)
- 1963 - Una storia moderna: l'ape regina (Marco Ferreri)
- 1965 - Chimes at Midnight (Orson Welles)
- 1966 - On a volé la Joconde (Michel Deville)
- 1966 - Atout cœur à Tokyo pour OSS 117 (Michel Boisrond)
- 1966 - Mona, l'étoile sans nom (Henri Colpi)
- 1967 - Deux ou trois choses que je sais d'elle (Jean-Luc Godard)
- 1969 - Le Temps de vivre (Bernard Paul)
- 1969 - Un amour de Tchekhov (Sergueï Ioutkevitch)
- 1969 - Sirokkó (Miklós Jancsó)
- 1970 - Contestazione generale (Luigi Zampa)
- 1971 - Sapho ou la Fureur d'aimer (Georges Farrel)
- 1972 - La Nuit bulgare (Michel Mitrani)
- 1972 - Tout le monde il est beau, tout le monde il est gentil (Jean Yanne)
- 1973 - Le Complot (René Gainville)
- 1975 - Sept morts sur ordonnance (Jacques Rouffio)
- 1975 - Que la fête commence (Bertrand Tavernier)
- 1977 - Ök ketten (Márta Mészáros)
- 1978 - Triangulo diabólico de las Bermudas (René Cardona Jr.)
- 1979 - Duos sur canapé (Marc Camoletti)
- 1979 - Il malato immaginario (Tonino Cervi)
- 1980 - L'Œil du maître (Stéphane Kurc)
- 1981 - Les Jeux de la comtesse Dolingen de Gratz (Catherine Binet)
- 1984 - Bordelo (Níkos Koúndouros)
- 1985 - El exilio de Gardel: Tangos (Fernando Solanas)
- 1986 - Twist again à Moscou (Jean-Marie Poiré)
- 1987 - Les Exploits d'un jeune Don Juan (Gianfranco Mingozzi)
- 1989 - Splendor (Ettore Scola)
- 1989 - Follow Me (Maria Knilli)
- 2011 - Quelques jours de répit (Amor Hakkar)

## Prijzen en nominaties

### Prijzen
- 1954 - Avant le déluge: Prix Suzanne-Bianchetti
- 1963 - Una storia moderna: l'ape regina: Prix d'interprétation féminine op het Filmfestival van Cannes

### Nominaties
- 1964 - Una storia moderna: l'ape regina: Golden Globe voor beste actrice in een dramafilm

## Publicaties
- Babouchka, Fayard, 1979 (samen met haar zussen Olga Varen, Odile Versois en Hélène Vallier)
- Vladimir ou le vol arrêté, Fayard, 1987
- Récits pour Militza, Fayard, 1989
- Le collectionneur de Venise (roman), Fayard, 1990
- Le Voyage de Sergueï Ivanovitch (roman), Fayard, 1993
- Du coeur au ventre, Fayard, 1996
- Ma cerisaie (roman), Fayard, 2001
- 24 images seconde (memoires), Fayard, 2005
- Sur la plage, un homme en noir (roman), Fayard, 2006
- Le fol enfant (verhaal), Fayard, 2009
- C'était Catherine B., Fayard, 2013